# صندوق جهانی بناهای تاریخی
صندوق جهانی بناهای تاریخی (انگلیسی: World Monuments Fund) یک سازمان غیرانتفاعی و خصوصی است که در سطح بین‌المللی و برای حفاظت از میراث فرهنگی جهانی تلاش می‌کند. این سازمان در زمینه آگاهی‌رسانی، آموزش و همچنین پروژه‌های عملی مختلف برای مرمت و حفاظت آثار تاریخی در کشورهای مختلف جهان فعال است.
صندوق جهانی بناهای تاریخی در سال ۱۹۶۵ و در نیویورک تأسیس شد، اما اکنون در نقاط مختلف جهان از جمله در کامبوج، فرانسه، بریتانیا، پرو، پرتغال و اسپانیا دفتر و شعبه دارد.
این سازمان از سال ۱۹۹۶ تاکنون هر دو سال یک بار فهرستی با نام «فهرست مراقبت» از محوطه‌ها و آثاری که باید به‌طور ویژه تحت نظر قرار بگیرند منتشر می‌کند. این آثار می‌توانند شامل محوطه‌های پیش‌از تاریخ یا حتی آثار معماری مدرن و امروزی باشند